# Tungukotsfjall
Tungukotsfjall är en kulle i republiken Island. Den ligger i regionen Västfjordarna, 190 km norr om huvudstaden Reykjavík. Toppen på Tungukotsfjall är 344 meter över havet.
Trakten runt Tungukotsfjall är nära nog obefolkad, med mindre än två invånare per kvadratkilometer. Närmaste större samhälle är Hólmavík, omkring 13 kilometer söder om Tungukotsfjall. Trakten runt Tungukotsfjall består i huvudsak av gräsmarker.